# Torre di Carcangiolas

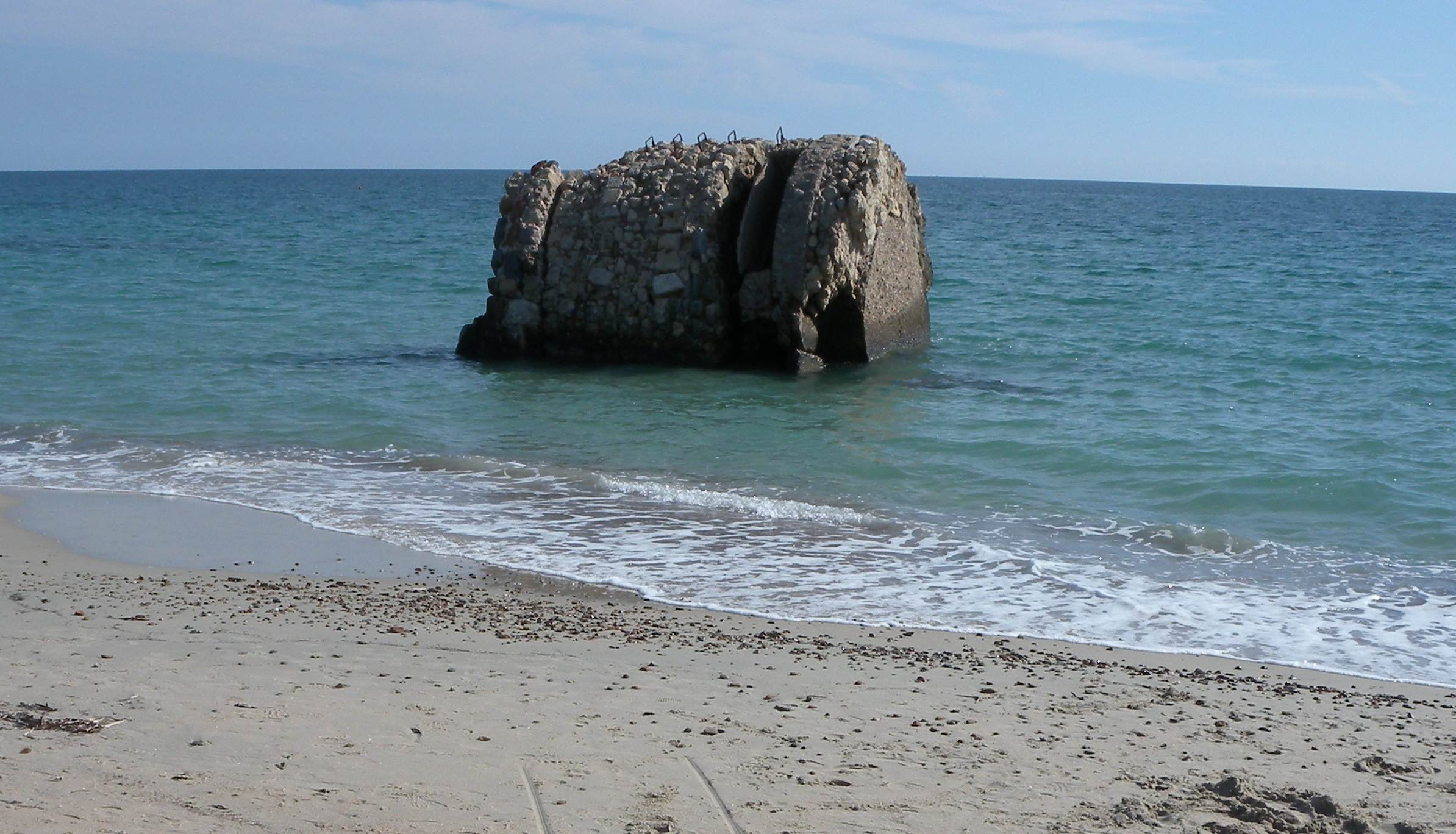

La torre di Carcangiolas è una torre costiera di Quartu Sant'Elena. Sorge, allo stato di rudere, sulla spiaggia di Quartu.
La torre è citata dallo storico Giovanni Francesco Fara e dunque edificata prima del 1591, anno della sua morte. La struttura, in pietra calcarea e granito, è a forma tronco-conica. I resti della torre, crollata e riversa in mare, sorgono a poca distanza dalla battigia.
Dalla postazione della torre di Carcangiolas, riutilizzata durante l'ultimo conflitto mondiale, si possono avvistare in una giornata limpida, ad ovest, le torri di Mezza Spiaggia, del Poetto, di Sant'Elia e, ad est, quella di Cala Regina.
La torre è parzialmente crollata il 23 dicembre 1979 alle ore 19 a seguito di una violenta mareggiata. Ancora oggi si discute sul suo recupero.